# 宽萼圆锥铁线莲
宽萼圆锥铁线莲（学名：Clematis terniflora var. latisepala）为毛茛科铁线莲属下的一个变种。

## 扩展阅读
- 維基物種上的相關：宽萼圆锥铁线莲